# Siegmar-Schönau
Die in Sachsen gelegene Industriestadt Siegmar-Schönau entstand am 1. Oktober 1935 durch Zusammenschluss der damaligen Stadt Siegmar mit der angrenzenden Gemeinde Schönau. An diese Stadt grenzten die Gemeinde Rabenstein im Nordwesten, die Stadt Chemnitz im Nordosten und im Osten, die Gemeinde Neukirchen im Süden und die Gemeinden Mittelbach und Grüna im Westen.
Siegmar-Schönau hatte fünf Stadtteile (Siegmar, Schönau, Reichenbrand, Stelzendorf sowie Neustadt). Die Stadt war bekannt für ihre stark ausgeprägte Industrie. Am 1. Juli 1950 wurde Siegmar-Schönau gemeinsam mit dem nordwestlich angrenzenden Rabenstein nach Chemnitz eingemeindet.

## Geschichte

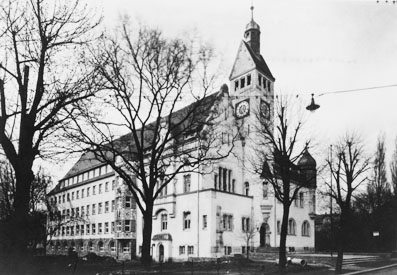
Rathaus Siegmar-Schönau, 1937.

Schon 1927 erhielt Siegmar, nach Überschreiten der 10.000-Einwohner-Marke, Stadtrecht. Zuvor war 1920 Stelzendorf und 1922 Reichenbrand nach Siegmar eingemeindet worden.
Schönau entwickelte sich im 19. Jahrhundert zu einer starken Industriegemeinde. Deshalb wurde 1922 Neustadt nach Schönau eingemeindet.
Immer mehr wuchs die Stadt Siegmar mit der Gemeinde Schönau zusammen, weshalb beide am 1. Oktober 1935 zur Stadt Siegmar-Schönau vereinigt wurden.
Im Zweiten Weltkrieg setzten Betriebe in Siegmar-Schönau zahlreiche Zwangsarbeiter ein. So bestand dort von Ende August 1944 bis 10. Dezember 1944 ein Außenlager des KZ Flossenbürg, dessen 400 Häftlinge für den Bau von HL-230-Panzermotoren im „Werk Siegmar“ (ehemals Wanderer) der Auto Union AG Zwangsarbeit verrichten mussten.
Im Rahmen der Luftangriffe auf Chemnitz waren am 11. September 1944 auch die Stadt und ihre Industriebetriebe Ziel eines schweren Angriffs der US Army Air Forces (USAAF) mit 74 Boeing B-17-Bombern. Die von 20 Langstrecken-Begleitjägern vom Typ P-51 „Mustang“ eskortierten „Fliegenden Festungen“ mit 176 Tonnen Bombenlast warfen um die Mittagszeit 450 Spreng- und zahlreiche Stabbrandbomben. Bei erheblichen Zerstörungen gab es in den Rüstungsbetrieben 85 Tote (davon 41 Fremdarbeiter) und in den Wohngebieten 21 Opfer. Als am 14. April 1945 Panzer der US-Armee bis Röhrsdorf vorstießen und Chemnitz unter Artilleriebeschuss nahmen, erklärten sich der Auslandskorrespondent und Widerstandskämpfer Otto Schmerbach und der Fleischermeister Erich Gatsche bereit, den US-Truppen mit Fahrrädern entgegenzufahren und ihnen die Stadt kampflos zu übergeben. Nach der Übergabe wurde er von einem Werwolf-Kommando in einem Feuergefecht überwältigt und anschließend im Lazarett inhaftiert. Am 20. April 1945 wurde er standgerichtlich zum Tode verurteilt und am 21. April auf dem Schießplatz im Zeisigwald hingerichtet.

## Industrie
In Schönau, wie auch in Siegmar, prägte sich die Industrie im 19. Jahrhundert sehr stark aus. Siegmar war z. B. seit 1890 Standort der Werkzeugmaschinenfabrik „von Hermann u. Alfred Escher A. G.“ (seit 1930: Zweigwerk der „Deutschen NILES Werke A. G. Berlin“). Auch die Reinecker-Werke gilt es zu erwähnen.
In Schönau war schon früh die Strumpfwirkerei und Handschuhfabrikation heimisch. „Carl Hamel“ verlegte 1896 seine Zwirnereimaschinenfabrik von Chemnitz hierher. Besonders bekannt war Schönau für die Wanderer-Werke (heute z. T. „Chemnitz Arena“), die neben Werkzeugmaschinen auch Fahrräder, Kraftfahrzeuge sowie Schreib- und Rechenmaschinen herstellten. Das 1927 in Betrieb genommene Wanderer-Fahrzeugwerk Siegmar wurde 1932 von der Auto Union AG übernommen.
Friedrich Nevoigt begründete 1884 in Reichenbrand eine Fahrrad- und Maschinenbaufabrik. Der für die Fahrradproduktion 1893 errichtete Neubau an der heutigen Nevoigtstraße brannte 1905 nieder, ein Jahr später konnte in einem Neubau die Produktion wieder aufgenommen werden. Das Unternehmen, Ende der 1920er Jahre kurzzeitig im Besitz von Opel, wurde 1952 zum VEB Fahrradwerke Elite Diamant.
Der ortsansässige VEB Schirmfabrik Karl-Marx-Stadt bestand von 1949 bis 1992.

## Verkehr
Durch das spätere Stadtgebiet führte seit 1858 die Eisenbahnstrecke Chemnitz–Zwickau, heute Teil der Bahnstrecke Dresden–Werdau. Dadurch besaß Siegmar-Schönau einen Bahnhof im Stadtteil Siegmar und ab dem 26. November 1940 einen zusätzlichen Haltepunkt „Wanderer-Werke“, heute Chemnitz-Schönau.
Mit der Linie R (ab 1927 Linie 1) waren seit dem 2. Oktober 1898 Siegmar, Schönau und Reichenbrand an das Straßenbahnnetz der Stadt Chemnitz angebunden. Zuvor bestand seit dem 6. Januar 1884 eine Verbindung von Chemnitz bis zum „Wintergarten“ in Schönau.
Siegmar-Schönau war seit 15. August 1939 an die Reichsautobahn (heute A 72) mit der Abfahrt Chemnitz-Süd angeschlossen, die sich im Stadtteil Stelzendorf befindet. Wichtige Zubringerstraßen waren schon früher die Neefe- und Zwickauer Straße.

## Kino
Seit den 1920er Jahren wurden im heutigen Clubkino Siegmar Stummfilme gezeigt. Das 1915 errichtete Gebäude war zunächst ein Puppentheater und Stummfilmkino (Koppes Lichtspielhaus). 1937 wurde ein Saal angebaut (seitdem Lichtspielhaus Capitol). Durch die Bombenangriffe im Zweiten Weltkrieg wurde das Kino beschädigt und nur geringfügig instand gesetzt. Dennoch spielte es nahezu durchgängig bis heute. 1981/82 wurde das Filmtheater zu einem Klubkino mit Drehsesseln an Tischen, Theke im Saal und Bühne umgebaut.
Die Gloria-Lichtspiele befanden sich gegenüber dem Postamt Schönau. Sie entstanden 1936 und erhielten 1937 den Namen Gloria-Filmpalast. Nachdem das Kino 1968 geschlossen worden war, wurde das Gebäude zunächst als Lager benutzt, verfiel und wurde 2001 abgebrochen.

## Persönlichkeiten
- Otto Schmerbach (1904–1945), Widerstandskämpfer in Nazi-Deutschland
- Johannes Renger (1934–2023) geboren in Schönau, Altorientalist
- Wolfgang Nordwig (* 1943), Stabhochspringer
- Max Klauß (* 1947), Leichtathlet und Olympionike